# 埃伦弗里德斯多夫
埃伦弗里德斯多夫（德語：Ehrenfriedersdorf，發音：[eːʁənˈfʁiːdɐsdɔʁf] ⓘ）是德国萨克森州厄尔士山县的城市，面积15.89平方千米，2023年12月31日人口为4,521人。